# Claudio Volonté
Pour les articles homonymes, voir Volonté.
Claudio Volonté, également connu sous le pseudonyme Claudio Camaso, né le 3 février 1939 à Turin et mort par suicide à Rome le 16 septembre 1977, est un acteur italien.

## Biographie
Suivant les traces de son frère aîné Gian Maria Volonté, Claudio décide de devenir acteur et, au début des années 1960, il adopte le pseudonyme de Claudio Camaso. De 1964 à 1976, Camaso apparaît dans plus de vingt films, imitant encore une fois son frère en jouant dans des westerns spaghetti comme le film Avec Django, la mort est là (1968) d'Antonio Margheriti. Plus tard, il reprend son vrai nom et poursuit une carrière d'acteur de second plan en participant à des westerns, des giallos et des mondos à petit budget.
Contrairement à son frère, qui était connu pour son attachement aux causes du Parti communiste italien (PCI), la jeunesse de Claudio Volonté est marquée par de nettes sympathies néofascistes. Alors qu'il était encore mineur, il a été acquitté pour avoir participé à une manifestation qui avait endommagé des biens appartenant au PCI, et il a ensuite été accusé d'être impliqué dans un attentat à la bombe contre un autre bâtiment du parti communiste. En février 1965, il est arrêté alors qu'il jouait le rôle d'un officier SS dans la pièce controversée de Rolf Hochhuth, Le Vicaire, une production qui avait déjà fait l'objet de tentatives d'interdiction de la part des autorités. La même année, il est accusé de terrorisme à caractère fasciste, en relation avec l'explosion d'un engin explosif au Vatican. La police a fondé ses soupçons sur le passé de Volonté et sur le fait qu'il portait une barbe, ce qui correspondait à la description de l'un des auteurs du crime donnée par un témoin oculaire ; le journal a également noté, cependant, qu'à cette époque, il avait apparemment renoncé à ses anciennes opinions d'extrême droite et rejoint le Parti socialiste italien d'unité prolétarienne (PSIUP). Affirmant qu'il ne devait pas être jugé par « mes anciennes erreurs judiciaires », Volonté nie l'accusation portée contre lui, affirmant qu'il était en compagnie de sa petite amie Dominique Boschero le soir où le crime a eu lieu. Neuf mois plus tard, en octobre, il est innocenté par un magistrat au motif qu'il n'avait « aucune affaire à traiter ».
Le 26 juillet 1977, il tue accidentellement l'électricien Vincenzo Mazza (connu pour son rôle dans le film Anna (it) d'Alberto Grifi (it) et Massimo Sarchielli (it), dans lequel il joue son propre rôle), qui était intervenu pour régler une dispute entre lui et sa femme Verena Baer. Après dix jours de fuite, l'acteur se rendit, affirmant que l'épisode tragique avait été provoqué involontairement. Il s'est suicidé par pendaison en prison le 16 septembre suivant.

## Filmographie

### Acteur de cinéma
- 1965 : Je la connaissais bien (Io la conoscevo bene) d'Antonio Pietrangeli
- 1966 : Lutring... réveille-toi et meurs (Svegliati e uccidi) de Carlo Lizzani
- 1966 : La mort paye en dollars (Furia a Marrakech) de Mino Loy et Luciano Martino
- 1966 : Maigret fait mouche (Maigret und sein größter Fall) d'Alfred Weidenmann
- 1967 : Le Feu de Dieu de Georges Combret
- 1967 : Le Temps des vautours (10.000 dollari per un massacro) de Romolo Guerrieri : Manuel
- 1967 : Johnny le bâtard (John il bastardo) d'Armando Crispino
- 1967 : Le Jour de la haine (Per 100.000 dollari t'ammazzo) de Giovanni Fago : Clint Forest
- 1968 : La Nuit du massacre (Crónica de un atraco) de Jesús Balcázar
- 1968 : Jarretière Colt (Giarrettiera Colt) de Gian Andrea Rocco : Le Rouge
- 1968 : Avec Django, la mort est là (Joko - Invoca Dio... e muori) d'Antonio Margheriti
- 1969 : Contronatura d'Antonio Margheriti
- 1971 : La grande scrofa nera de Filippo Ottoni
- 1971 : La Baie sanglante (Reazione a catena) de Mario Bava
- 1974 : Chacun à son poste et rien ne va (Tutto a posto e niente in ordine) de Lina Wertmüller
- 1974 : Il tempo dell'inizio de Luigi Di Gianni
- 1975 : Face d'espion CIA (Faccia di spia) de Giuseppe Ferrara